# Leichtathletik-Europameisterschaften 2010/Teilnehmer (Polen)

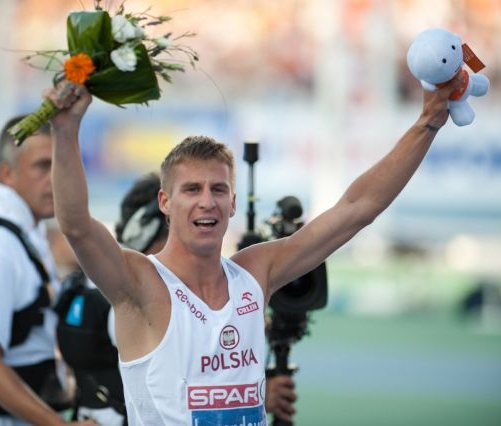
Marcin Lewandowski nach seinem Sieg im 800-Meter-Lauf

Polen meldete 72 Sportler, davon 42 Männer und 30 Frauen, für die Leichtathletik-Europameisterschaften 2010 vom 27. Juli bis zum 1. August in Barcelona.
| Wettbewerb        | Männer                                                                                        | Frauen                                                                                                |
| ----------------- | --------------------------------------------------------------------------------------------- | --- |
| 100 m             | Dariusz Kuć (23. Platz) Robert Kubaczyk (22. Platz) Paweł Stempel (21. Platz)                 | Marika Popowicz (27. Platz)                                                                           |
| 200 m             | Kamil Kryński (10. Platz) Piotr Wiaderek (26. Platz)                                          | Marta Jeschke (12. Platz) Ewelina Ptak (14. Platz) Weronika Wedler (10. Platz)                        |
| 400 m             | Piotr Klimczak Marcin Marciniszyn Kacper Kozłowski                                            | Agata Bednarek                                                                                        |
| 800 m             | Adam Kszczot Marcin Lewandowski                                                               | Angelika Cichocka (13. Platz)                                                                         |
| 1500 m            | Mateusz Demczyszak (8. Platz)                                                                 | Sylwia Ejdys Renata Pliś                                                                              |
| 5000 m            |                                                                                               | Lidia Chojecka                                                                                        |
| 10.000 m          | Marcin Chabowski                                                                              | |
| Marathon          | Adam Draczyński Mariusz Giżyński Henryk Szost                                                 | Karolina Jarzyńska                                                                                    |
| 3000 m Hindernis  | Hubert Pokrop Tomasz Szymkowiak                                                               | Wioletta Frankiewicz Katarzyna Kowalska                                                               |
| 100 m Hürden      | –                                                                                             | Joanna Kocielnik                                                                                      |
| 110 m Hürden      | Dominik Bochenek Artur Noga                                                                   | – |
| 400 m Hürden      | Rafał Omelko                                                                                  | Anna Jesień Marzena Kościelniak                                                                       |
| Hochsprung        | Sylwester Bednarek Konrad Owczarek Wojciech Theiner                                           | |
| Stabhochsprung    | Przemysław Czerwiński Mateusz Didenkow Łukasz Michalski                                       | Anna Rogowska                                                                                         |
| Weitsprung        |                                                                                               | Anna Jagaciak                                                                                         |
| Dreisprung        |                                                                                               | Anna Jagaciak Małgorzata Trybańska                                                                    |
| Kugelstoßen       | Jakub Giża Tomasz Majewski                                                                    | |
| Diskuswurf        | Przemysław Czajkowski Piotr Małachowski                                                       | Żaneta Glanc Wioletta Potępa Joanna Wiśniewska                                                        |
| Hammerwurf        | Wojciech Kondratowicz Szymon Ziółkowski                                                       | Anita Włodarczyk Małgorzata Zadura                                                                    |
| Siebenkampf       | –                                                                                             | Karolina Tymińska                                                                                     |
| Zehnkampf         | Marcin Dróżdż                                                                                 | – |
| 20 km Gehen       | Rafał Augustyn Jakub Jelonek Dawid Tomala                                                     | Paulina Buziak Agnieszka Dygacz                                                                       |
| 50 km Gehen       | Artur Brzozowski Łukasz Nowak Grzegorz Sudoł                                                  | |
| 4 × 100 m Staffel | Kamil Kryński Robert Kubaczyk Dariusz Kuć Olaf Paruzel Paweł Stempel Piotr Wiaderek           | Marta Jeschke Anna Kiełbasińska Daria Korczyńska Marika Popowicz Ewelina Ptak Weronika Wedler         |
| 4 × 400 m Staffel | Jan Ciepiela Daniel Dąbrowski Piotr Klimczak Kacper Kozłowski Marcin Marciniszyn Rafał Omelko | Agata Bednarek Aneta Jakóbczak Anna Jesień Anna Kiełbasińska Izabela Kostruba-Rój Marzena Kościelniak |